# Палиенко, Иван Степанович
Иван Степанович Палиенко (1832—1912) — киевский педагог, директор Киевского реального училища в 1873—1885 годах.

## Биография
Сын чиновника из малороссийских казаков.
Окончил Киевскую 2-ю гимназию с серебряной медалью (1851) и физико-математический факультет Университета Св. Владимира со степенью кандидата (1855).
По окончании университета поступил на службу в Министерство народного просвещения в качестве старшего учителя математики и физики в Ровенской гимназии. В следующем году был переведен в Черниговскую гимназию. 19 июля 1857 года переведен на ту же должность в Киевскую 1-ю гимназию, где прослужил шестнадцать лет, причем с 15 июля 1866 до 1 июля 1873 года — в должности инспектора гимназии. В 1862—1866 годах состоял также учителем арифметики в Киевском институте благородных девиц, а с 26 ноября 1868 года — секретарем попечительского совета.
1 июля 1873 года назначен директором вновь учрежденного Киевского реального училища, прослужив в этой должности двенадцать лет. В 1885 году вышел в отставку, дослужившись до чина действительного статского советника. По выходе в отставку избирался член Киевской городской управы и членом городского по воинской повинности присутствия, состоял членом общества взаимного кредита. В 1892 году был внесен в 3-ю часть дворянской родословной книги Киевской губернии.
Скончался в 1912 году после продолжительной тяжкой болезни. Похоронен на Байковом кладбище.

## Семья
Был женат, имел четверых сыновей и трех дочерей, среди которых:
- Николай (1869—1937), правовед, профессор Харьковского университета.

## Награды
- Орден Святого Станислава 2-й ст.
- Орден Святой Анны 2-й ст. (1873)
- Орден Святого Владимира 3-й ст.
- темно-бронзовая медаль «В память войны 1853—1856»